# مومياء أطفال لولايلاكو

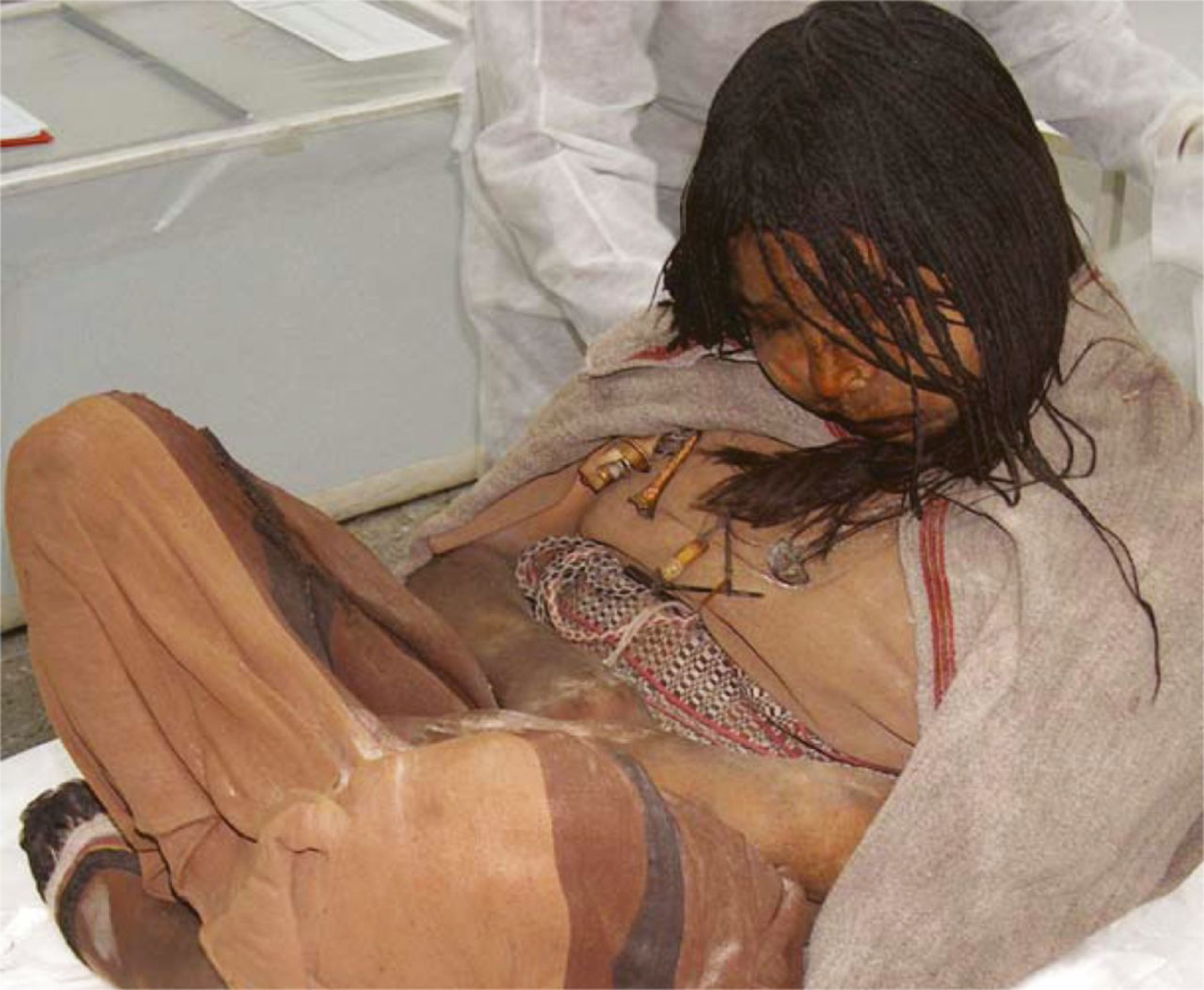
أكبر الاطفال وهي فتاة

مومياءات أطفال لولايلاكو (بالإسبانية: Momias de Llullaillaco)‏ هي ثلاث جثث لأطفال تعود لعصر الإنكا، وُجدت مدفونة في الثلج على قمة جبل لولايلاكو في الأنديز في الأرجنتين؛ وقد اكتشفت عام 1999. وهي تعود إلى ثلاثة أطفال توفوا منذ أكثر من 500 عام ودفنوا في الجليد كقربانٍ للآلهة.

## الاكتشاف

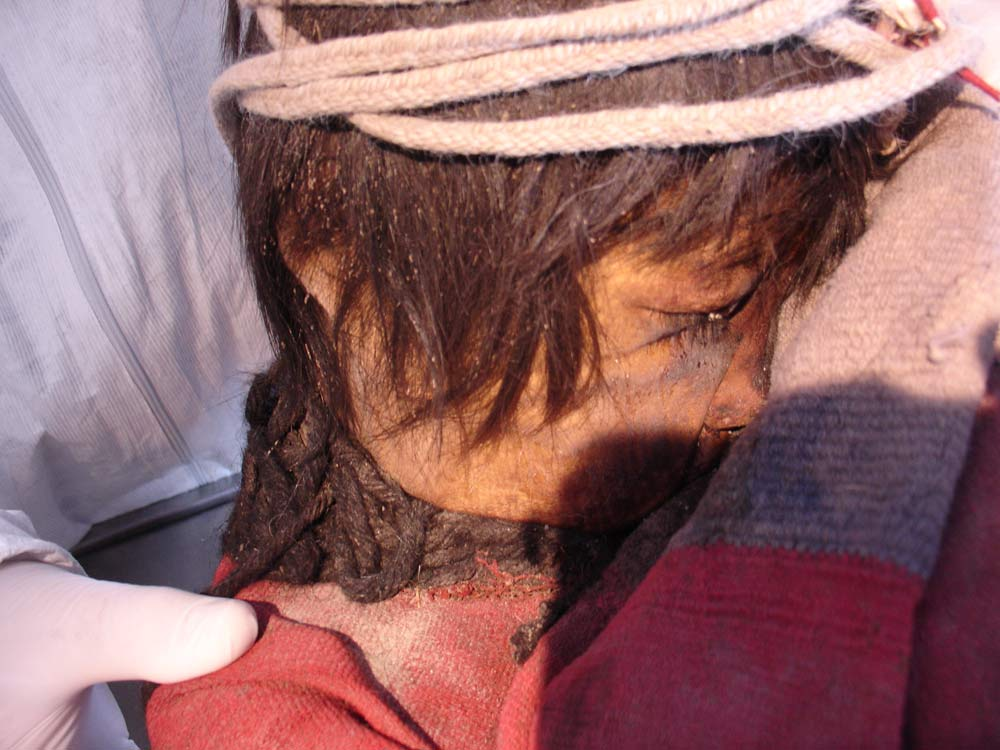
الفتى الأصغر

تمكن العلماء أخيراً من سبر غور الأسرار الكامنة وراء هذه الحالة الغريبة وذلك عبر تحليل شعر الفتاة الذي بدا طويلاً، فبالرغم من أن الطقس البارد والحرارة المتدنية وجفاف الهواء ساعدوا في بقاء الجثة على حالها، اكتشفوا أن الفتاة التي كانت تبلغ 13 عاماً لدى وفاتها كانت تناولت جرعات زائدة من الكحول وأوراق الكوكا التي تشكّل عناصر الكوكايين الأساسية، وظهرت أوراق الكوكا بين أسنانها وبجانب خدها في الصور التي أخضعت لها.
الفتاة «العذراء لا دونسيلا» كما سميت هي الأكبر سناً بين ثلاث أطفال تم اكتشاف جثثهم مدفونة في الثلج على قمة جبل «لولايلاكو» منذ خمسمائة عام أي منذ عهد إمبراطورية الأنكا، ويلاحظ أن أعضاء الجسد موجودة كذلك الدم ما زال متواجداً في قلب الفتاة ورئتها.

## سبب الوفاة
وفقاً للأبحاث، فقد مات هؤلاء الأطفال عبر ممارسة أحد الطقوس الدينية الذي يدعى «كاباكوشا»، حيث يتم اختيار أطفال أصحاء فقط، وبحسب المعتقدات القديمة فإن هؤلاء الأطفال يبقون على قيد الحياة أبداً كي يراقبوا قراهم من فوق القمم مثل الملائكة، وقد تم التجول بهم مئات الأميال في «كوزوكو»، قبل الصعود بهم إلى قمة جبل «لولايلاكو»، حيث أُعطوا شراب الذرة المسكر، وعندما فقدوا وعيهم وُضعوا في حفرة حيث تجمدوا حتى الموت.
وتبيّن بعد تحليل شعر الفتاة الذي لا زال يحتوي على البصمة الكيميائية للنظام الغذائي الذي كانت تتبعه أنها تناولت كحولاً ومخدرات قبل أشهر من وفاتها.
وقال الباحثون أن أوراق الكوكا، التي تصدر مادة منشطة معتدلة عند مضغها ساعدت الفتاة على الصمود في العلو الشاهق حيث كانت.
كذلك «الشيشا» وهي مادة كحولية مخمرة من الذرة، ساعدها على التعامل مع البرد.